# Gonneville-sur-Scie
Gonneville-sur-Scie é uma comuna francesa na região administrativa da Normandia, no departamento de Sena Marítimo. Estende-se por uma área de 8,75 km². Em 2010 a comuna tinha 491 habitantes (densidade: 56,1 hab./km²).